# Novye Chimkistadion
Het Novye Chimkistadion is een multifunctioneel stadion in Chimki, een stad in Rusland. 
Het stadion wordt vooral gebruikt voor voetbalwedstrijden, de voetbalclub FK Chimki maakt gebruik van dit stadion. In het stadion is plaats voor 3.066 toeschouwers. Het stadion werd geopend in 1999. Het stadion maakt deel uit van het grotere Novye Chimkisportcomplex.